# Jochen Genzow
Joachim „Jochen“ Genzow (* 13. Dezember 1915 in Berlin; † 7. März 1989 ebenda) war ein deutscher Berufsoffizier im Dritten Reich und ein Filmproduzent der Adenauer-Ära.

## Leben und Wirken

### Als Soldat bei der Wehrmacht
Genzow wurde am 2. Juli 1934 eingezogen und kam zunächst zum Heer, Infanterieregiment 8. Am 1. Oktober 1935 wechselte er zur Luftwaffe und ließ sich zunächst an der Fliegerschule Neuruppin, anschließend beim Flugkommando Berlin ausbilden. Am 1. April 1936 wurde Genzow zum Leutnant befördert, zum Jahresbeginn 1938 oder 1939 zum Oberleutnant. Seit dem 11. Juli 1940 wurde er mit einer Dornier Do 17 in der Luftschlacht um England eingesetzt und zweimal, einmal über Harwich und ein weiteres Mal über London, schwer getroffen. Es gelang Genzow jedoch die Rückkehr zu seinem Fliegerhorst. 
Von Herbst 1941 bis zum 30. September 1942 durchlief Jochen Genzow die Generalstabsausbildung an der Luftkriegsakademie in Berlin-Gatow. Etwa zur selben Zeit wurde er zum Hauptmann befördert und am 1. Oktober 1942 in die Führerreserve im Stab des Oberbefehlshabers Süd versetzt. Mit seinem Wechsel in den Generalstab der Luftwaffe wurde Genzow am 1. Juli 1943 als Adjutant dem Generalfeldmarschall Kesselring zugeteilt und zugleich zum Major befördert. Seinen letzten Rang bekleidete Jochen Genzow unmittelbar vor Kriegsende, als er am 1. Mai 1945 zum Oberstleutnant ernannt wurde.
Zu Genzows Auszeichnungen zählen unter anderem Eiserne Kreuz Erster und Zweiter Klasse sowie das Ritterkreuz des Eisernen Kreuzes (allesamt 1940 und 1941).

### Als Filmproduzent
Nach Entlassung aus Kriegsgefangenschaft und infolge der Demilitarisierung Deutschlands musste Jochen Genzow eine berufliche Neuorientierung vornehmen. Er entschloss sich zu einem Wechsel in die Filmproduktion und ließ sich in der Münchner Prinzregentenstraße nieder. Genzow gründete 1950 die Produktionsfirma Allegro-Film GmbH und stellte mit dieser Firma drei sehr kostengünstige Filme her, die einen hohen Profit versprachen. Mit dem ehemaligen Flieger-Kameraden und Regisseur Hans Bertram stellte Genzow 1952 den Abenteuer- und Fliegerfilm Türme des Schweigens her. Mit dem Kollegen Franz Seitz junior tat sich Genzow zusammen und wirkte für dessen Münchner Ariston-Film GmbH als Produktions- bzw. Herstellungsleiter. 
Abgesehen von Roberto Rossellinis Zweig-Verfilmung Angst mit Ingrid Bergman und beider Rekonstruktion der Ereignisse des 20. Juli 1944, G. W. Pabsts ambitioniertem Film Es geschah am 20. Juli, zeichnete sich Genzows und Seitzens Produktionsoutput durch wenig künstlerischem Ehrgeiz aus. Bis zum Ende des Jahrzehnts produzierte Genzow Romanzen, Lustspiele und Militärklamotten wie Die vertagte Hochzeitsnacht, IA in Oberbayern, Drei Tage Mittelarrest, II-A in Berlin, Tante Jutta aus Kalkutta und Mikosch, der Stolz der Kompanie. Mit Beginn der 1960er Jahre war Jochen Genzow auch an der Herstellung zweier künstlerisch ambitionierterer Filme, Genosse Münchhausen und Die endlose Nacht, beteiligt. Danach beendete er seine Filmproduzententätigkeit. Was Jochen Genzow seine verbleibenden zweieinhalb Lebensjahrzehnte tat, ist nicht überliefert.

## Filmografie
- 1950: Rausch einer Nacht
- 1951: Der letzte Schuß
- 1951: Mutter sein dagegen sehr!
- 1952: Türme des Schweigens
- 1952: Ehe für eine Nacht
- 1953: Heute nacht passiert’s
- 1953: Die vertagte Hochzeitsnacht
- 1953: Tante Jutta aus Kalkutta
- 1953: Moselfahrt aus Liebeskummer
- 1954: Die süßesten Früchte
- 1954: Angst
- 1954: Morgengrauen
- 1955: Es geschah am 20. Juli
- 1955: Drei Tage Mittelarrest
- 1955: IA in Oberbayern
- 1956: II-A in Berlin
- 1956: Hotel Allotria
- 1957: Zwei Bayern im Harem
- 1957: Zwei Bayern im Urwald
- 1958: Mikosch, der Stolz der Kompanie
- 1959: Gangsterjagd in Lederhosen
- 1962: Genosse Münchhausen
- 1963: Die endlose Nacht